# Turó de la Gola
El Turó de la Gola és una muntanya de 346 metres que es troba al municipi de Dosrius, a la comarca del Maresme.